# كيفن ريان (عداء مراثوني)
كيفن ريان (بالإنجليزية: Kevin Ryan) هو عداء مراثوني نيوزيلندي، ولد في 22 يوليو 1949 في أوكلاند في نيوزيلندا.

## وصلات خارجية
- كيفن ريان على موقع اللجنة الأولمبية الدولية (الإنجليزية)
- كيفن ريان على موقع أوليمبيديا (الإنجليزية)
- كيفن ريان على موقع اللجنة الأولمبية النيوزيلندية (الإنجليزية)
- كيفن ريان على موقع اتحاد ألعاب الكومنولث (مؤرشف) (الإنجليزية)